# The Final Sign of Evil
The Final Sign of Evil è un album della band thrash metal tedesca Sodom, pubblicato nel settembre 2007.
Le canzoni dell'album sono re-registrazioni dei brani presenti nell'Ep del 1984 In the Sign of Evil (Outbreak of Evil, Sepulchral Voice, Blasphemer, Witching Metal, Burst Command Til War) più 7 canzoni inedite ma scritte nel 1984.

## Tracce
1. The Sin of Sodom – 5:41
2. Blasphemer – 3:20
3. Bloody Corpse – 3:56
4. Witching Metal – 3:38
5. Sons of Hell – 4:22
6. Burst Command 'til War – 2:29
7. Where Angels Die – 4:47
8. Sepulchral Voice – 4:36
9. Hatred of the Gods – 3:14
10. Ashes to Ashes – 4:22
11. Outbreak of Evil – 5:26
12. Defloration – 3:52

## Formazione
- Tom Angelripper - basso, voce
- Grave Violator (Josef "Peppi" Dominic) - chitarra
- Chris Witchhunter (Christian Dudeck) - batteria